# Wiatrak (baśń)
Wiatrak (duń. Veirmøllen, współ. duń. Vejrmøllen) – baśń literacka autorstwa Hansa Christiana Andersena, wydana po raz pierwszy w Kopenhadze w listopadzie 1865 roku.

## Publikacja
Andersenowska baśń literacka pt. Wiatrak została po raz pierwszy opublikowana 17 listopada 1865 roku w Kopenhadze przez wydawnictwo C.A. Reitzel w antologii Nowe baśnie i opowieści. Seria druga. Zbiór trzeci (duń. Nye Eventyr og Historier. Anden Række. Tredie Samling. 1865). W katalogu dzieł Hansa Christiana Andersena autorstwa B.F. Nielsena baśń ma numer 892. Utwór został wznowiony za życia pisarza 12 grudnia 1871 roku w zbiorze Eventyr og Historier. Fjerde Bind z ilustracjami Lorenza Frølicha.

## Motywy literackie
Andersen uczynił bohaterem baśni wiatrak typu holenderskiego, który opisuje swoją strukturę, losy oraz rodzinę młynarza. W utworze wspomniana została legenda o Latającym Holendrze. Pojawiają się motywy przemijania i odrodzenia.

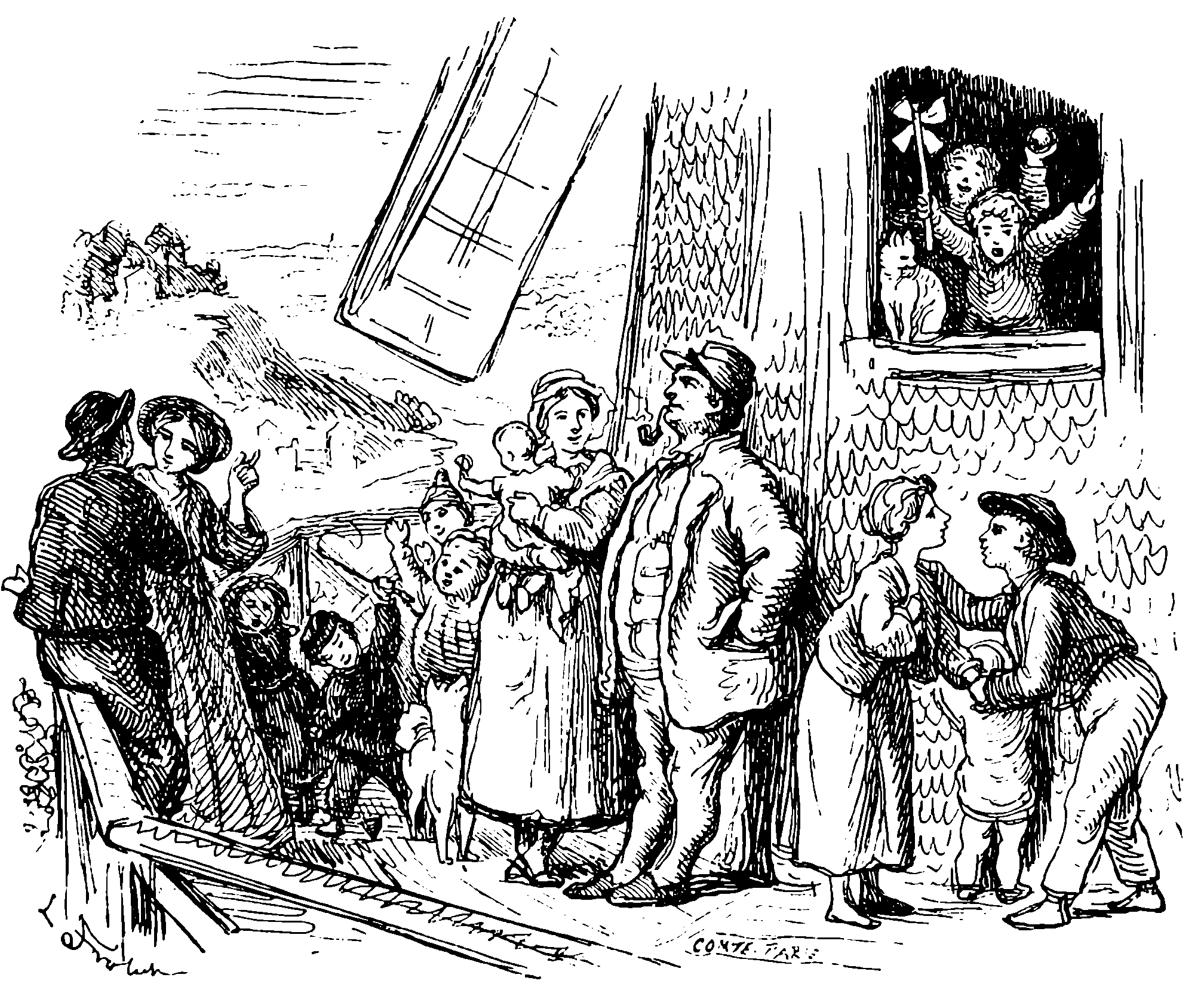
ilustracja L. Frølicha

## Polskie przekłady
Pierwsze tłumaczenie Wiatraka na język polski autorstwa Stefanii Beylin ukazało się w antologii baśni w 1931 roku. Drugie tłumaczenie, bezpośrednio z języka duńskiego, autorstwa Bogusławy Sochańskiej, ukazało się w 2006 roku w zbiorze Baśnie i opowieści opublikowanym przez poznańskie wydawnictwo Media Rodzina.